# Cheb-Skalka
Cheb-Skalka – przystanek kolejowy w Chebie, w kraju karlowarskim, w Czechach. Położona jest na wysokości 480 m n.p.m.
Na stacji nie ma możliwości zakupu biletów, a obsługa podróżnych odbywa się w pociągu. 

## Linie kolejowe
- 179 Norymberga – Cheb